# El Bosso & die Ping-Pongs
El Bosso & die Ping-Pongs is een Duitse skaband.

## Bezetting
- Markus 'El Bosso' Seidensticker (zang)
- Marcus 'Skacus' Diekmann (gitaar, koorzang)
- Richard 'Prof. Richie sen.' Jung (alias Dr. Ring-Ding) (trombone, toasting, koorzang)
- Oliver Wienand (saxofoon)
- Koma Kid Uli (trompet)
- Christian 'The Sailor' Rathgen (keyboards)
- Philip Kopp (e-basgitaar)
- Florian (drums, percussie)

## Geschiedenis
De band bracht in 1990 het album El Bosso & die Ping-Pongs en in 1991 de mini-lp/cd Ich bin Touri uit, beide bij York Pie. In 1995 werden beide albums (zonder de bijbehorende 4 Live Trax van de cd Ich bin Touri) op een cd samengevat en onder de titel Komplett! ook bij Pork Pie uitgebracht. Het debuut bevat de ska-hymne Immer nur Ska. Met deze song zijn ze ook vertegenwoordigd op de sampler Ska Ska Skandal No.1, met Shame & Skandal op de sampler Ska Ska Skandal No.2 en met Alles nur ein Spiel op Shame & Skandal No.3. Verder zijn de Bosso's vertegenwoordigd met het nummer Das wahre Leben op de sampler voor de cult-tv-serie Wir warten auf die Lindenstraße.
Begin jaren 1990 behoorden El Bosso & die Ping-Pongs met Skaos uit het Beierse Krumbach, No Sports uit Stuttgart, The Braces uit Jülich, The Busters uit Wiesloch en Blechreiz uit Berlijn tot de eerste wegbereiders van het Duitse ska-circuit en werkten ze met elkaar talrijke concerten af.
Voornamelijk wegens muzikale verschillen werd de band in 1992 ontbonden. Nog in hetzelfde jaar was er een vier uur durend afscheidsconcert in de volledig uitverkochte Jovel Music Hall in Münster. Richard Jung formeerde in 1992 onder de naam Dr. Ring-Ding de band Dr. Ring-Ding & The Senior Allstars. De ondertussen tot de cultstatus verheven band speelt sinds 2003 weer live-concerten. Het bijna al traditionele kerstconcert van 2006 in Münster werd op 12 oktober 2007 onder de titel El Bosso & die Ping Pongs - Live im Skater's Palace als dvd uitgebracht.
Na meer dan 20 jaar was de band in 2011 weer in de studio om hun derde album Tag vor dem Abend bij Pork Pie te produceren, dat werd uitgebracht in januari 2012. In dit verband spelen El Bosso & Die Ping Pongs ook weer versterkt concerten, zoals het 'Dynamite Ska Festival' op 5 november in Leipzig en een grote 'Weihnachtsshow und Record Releaseparty' in Münster in de Jovel Music Hall op 25 december 2011.

## Discografie

### Singles en ep's
- 1989: Immer nur Ska (ep, Vielklang/PorkPie)
- 1990: Renn Los (single, Vielklang/PorkPie)

### Albums
- 1990: El Bosso & Die Ping Pongs (Vielklang/PorkPie)
- 1991: Ich bin Touri (Vielklang/PorkPie)
- 1995: Komplett (PorkPie)
- 2012: Tag vor dem Abend (PorkPie)
- 2014: Hier und jetzt oder nie (PorkPie)

### DVD's
- 2007: Live im Skater's Palace (Grover Records live)